# Isla Auhah
La Isla Auhah (en árabe:عوهة)es una pequeña isla que pertenece a Kuwait. Tiene 800 metros de largo por 540 metros de ancho, que corresponde a un área de cerca de 34 hectáreas (equivalentes a 0,34 km²), y que está situada a 16 kilómetros al sureste de la isla de Failaka, y 41 kilómetros de Salmiya en el continente. Aparte de un faro y un pequeño helipuerto, la isla esta casi totalmente deshabitada.